# 1954 NBA Draft
1954 NBA Draft – ósmy draft NBA odbył się w 1954 r. Składał się z 13 rund. Najważniejszym zawodnikiem, był wybrany przez Milwaukee Hawks Bob Pettit, późniejszy członek Basketball Hall of Fame.

## Legenda
Pogrubiona czcionka – wybór do All-NBA Team.
|  | – występ w NBA All-Star Game. |

Gwiazdka (*) – członkowie Basketball Hall of Fame.

## Runda pierwsza
| nr. | Zawodnik       | Drużyna NBA           | College          |
| --- | -------------- | --------------------- | ---------------- |
| 1   | Frank Selvy    | Baltimore Bullets     | Furman           |
| 2   | Bob Pettit*    | Milwaukee Hawks       | Louisiana State  |
| 3   | Gene Shue      | Philadelphia Warriors | Maryland         |
| 4   | Dick Rosenthal | Fort Wayne Pistons    | Notre Dame       |
| 5   | Togo Palazzi   | Boston Celtics        | Holy Cross       |
| 6   | Red Kerr       | Syracuse Nationals    | Illinois         |
| 7   | Tom Marshall   | Rochester Royals      | Western Kentucky |
| 8   | Jack Turner    | New York Knicks       | Western Kentucky |
| 9   | Ed Kalafat     | Minneapolis Lakers    | Minnesota        |

## Runda druga
| nr. | Zawodnik        | Drużyna NBA           | College             |
| --- | --------------- | --------------------- | ------------------- |
| 10  | Slick Leonard   | Baltimore Bullets     | Indiana             |
| 11  | Bob Mattick     | Milwaukee Hawks       | Oklahoma State      |
| 12  | Larry Costello  | Philadelphia Warriors | Niagara             |
| 13  | Arnold Short    | Fort Wayne Pistons    | Oklahoma City       |
| 14  | Red Morrison    | Boston Celtics        | Idaho               |
| 15  | Dick Farley     | Syracuse Nationals    | Indiana             |
| 16  | Boris Nachamkin | Rochester Royals      | NYU                 |
| 17  | Richie Guerin   | New York Knicks       | Iona                |
| 18  | Al Bianchi      | Minneapolis Lakers    | Bowling Green State |

## Ważni gracze wybrani w późniejszych rundach
| runda | nr. | Zawodnik      | Drużyna NBA           | College    |
| ----- | --- | ------------- | --------------------- | ---------- |
| 4     | 30  | Chuck Noble   | Philadelphia Warriors | Louisville |
| 9     | 80  | Dick Garmaker | Minneapolis Lakers    | Minnesota  |